# Monotaxis tenuis
Monotaxis tenuis är en törelväxtart som beskrevs av Airy Shaw. Monotaxis tenuis ingår i släktet Monotaxis och familjen törelväxter. Inga underarter finns listade i Catalogue of Life.